# La vita agra
La vita agra är en italiensk komedifilm från 1964 i regi av Carlo Lizzani.
Filmen är baserad på Luciano Bianciardis roman med samma namn.

## Rollista i urval
- Ugo Tognazzi - Luciano Bianchi
- Giovanna Ralli - Anna
- Nino Krisman - ordföranden
- Giampiero Albertini - Libero
- Rossana Martini - Mara Bianchi
- Elio Crovetto - Carlone
- Enzo Jannacci - sångaren
- Luciano Bianciardi - cameoroll